# 정착지

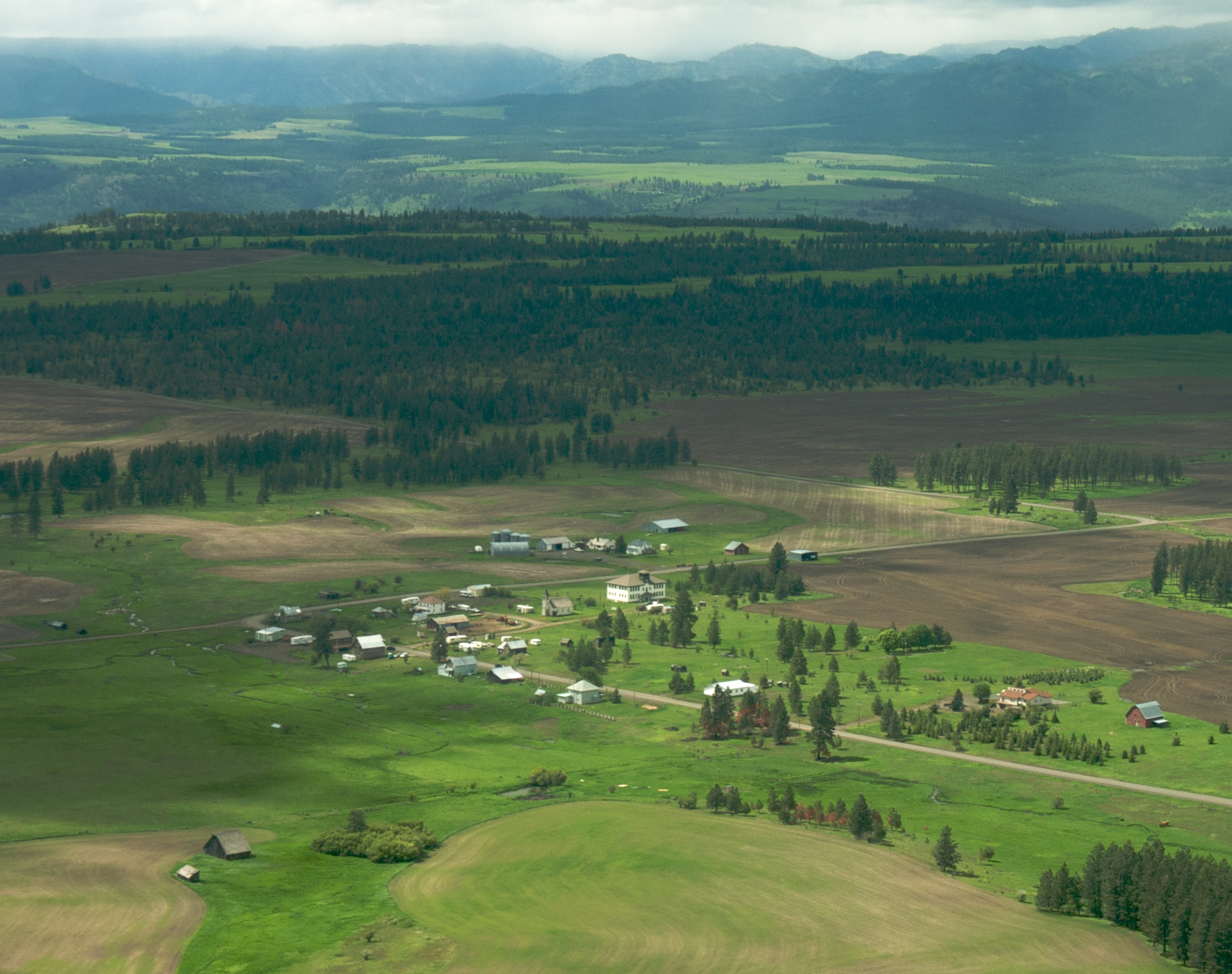
오리건주 플로라의 작은 타운

지리학, 통계학, 고고학에서 정착지 또는 거주지(居住地)는 사람들이 생활하는 공동체이다. 취락(聚落)이라고도 한다. 정착지의 범위는 함께 그룹을 이루며 살아가는 적은 수의 사람들에서부터 도시화된 주변 지역을 포함한 규모가 가장 큰 도시들에 이르기까지 다양하다. 정착지에는 햄릿(hamlet, 아주 작은 마을), 촌락, 마을, 도시가 포함될 수 있다. 정착지는 처음 정착한 날짜나 시기, 처음 정착한 특정한 사람들 등 알려진 역사적 특성이 있을 수 있다.
지리공간 예측 모델링 부문에서 정착지는 "사람들이 생활하고 일하는 도시, 타운, 빌리지, 기타 건물들의 집합체"이다.
정착지는 전통적으로 구조 시설물들이 포함되는데, 이를테면 도로, 인클로저, 구거, 못, 공원과 목재, 풍차, 물방아, 매너하우스, 해자, 교회당이 포함된다.

## 같이 보기
- 행정 구역
- 식민지